# Grover Mitchell
Grover Mithell (? –) amerikai harsonás. A legismertebb a swing-nagyságokkal dolgozott.

## Pályakép
Grover Mithell Whatleyben született, Pittsburghben nőtt fel. Az 1960-as évek elején a keleti partra költözött. 1961-ben a Duke Ellington zenekarában dolgozott. 1962-ben − rövid ideig – Lionel Hampton együttesében játszott. Még ugyanebben az évben csatlakozott Count Basie-hez, és 1970-ig nála játszott. A Basie-val töltött első nyolc hónapban írt ugyan számokat, de nemigen kapott lehetőséget arra, hogy a zenekarnak feldolgozásokat írjon. 1980-ban Mitchell újra beállt Basie-hez, és vele maradt egészen Count Basie 1984-es haláláig.
Az 1970-es évek elejétől Mitchell filmeknek és televízióknak kezdett zenét írni, köztük a Lady Sings the Blues című nagy sikerű filmhez (1972; r.: Sidney J. Furie), amelyben Diana Ross alakította Billie Holiday-t.
Az 1970-es években Mithell saját zenekarokat vezetett. 1997-ben Grammy-díjat kapott big bandes munkáiért. 2003. augusztus 6-án rákban halt meg.

## Albumok
- Meet Grover Mitchell (1979)
- The Devil's Waltz (1980)
- Live at the Red Parrot (1984)
- Grover Mitchell & His Orchestra (1987)
- Truckin ' (1987)
- Hip Shakin' (1990)
- Live at Manchester Craftsmen's Guild with the Count Basie Orchestra(wd) (1996)
- On Track with his New Blue Devils (1997)
- Count Plays Duke with the Count Basie Orchestra (1998)
- Swing Shift (1999)
- Grover Mitchell Big Band (2004)

## Filmek
- 1972: Lady Sings the Blues

## Díjak
- 1977: Grammy-díj